# Nový Zéland na Letních olympijských hrách 1968
Nový Zéland se účastnil Letní olympiády 1968 v Mexiku. Zastupovalo ho 52 sportovců (47 mužů a 5 žen) v 8 sportech.

## Medailisté
| Medaile | Jméno                                                           | Sport     | Soutěž                                         |
| ------- | --------------------------------------------------------------- | --------- | ---------------------------------------------- |
| Zlato   | Warren Cole Ross Collinge Simon Dickie Dick Joyce Dudley Storey | Veslování | Muži čtyřka s kormidelníkem                    |
| Bronz   | Mike Ryan                                                       | Atletika  | Muži maraton                                   |
| Bronz   | Ian Ballinger                                                   | Střelba   | Muži 50 metrů libovolná malorážka 60 ran vleže |